# Repki (gmina)
Repki est une gmina rurale du powiat de Sokołów, Mazovie, dans le centre-est de la Pologne.
Son siège administratif(chef-lieu) est le village de Repki, qui se situe environ 10 km au sud-est de Sokołów Podlaski (siège de la powiat) et 95 km au nord-est de Varsovie (capitale de la Pologne).
La gmina couvre une superficie de 168,79 km2 pour une population de 5 809 habitants en 2006.

## Géographie
La gmina inclut les villages et localités de :

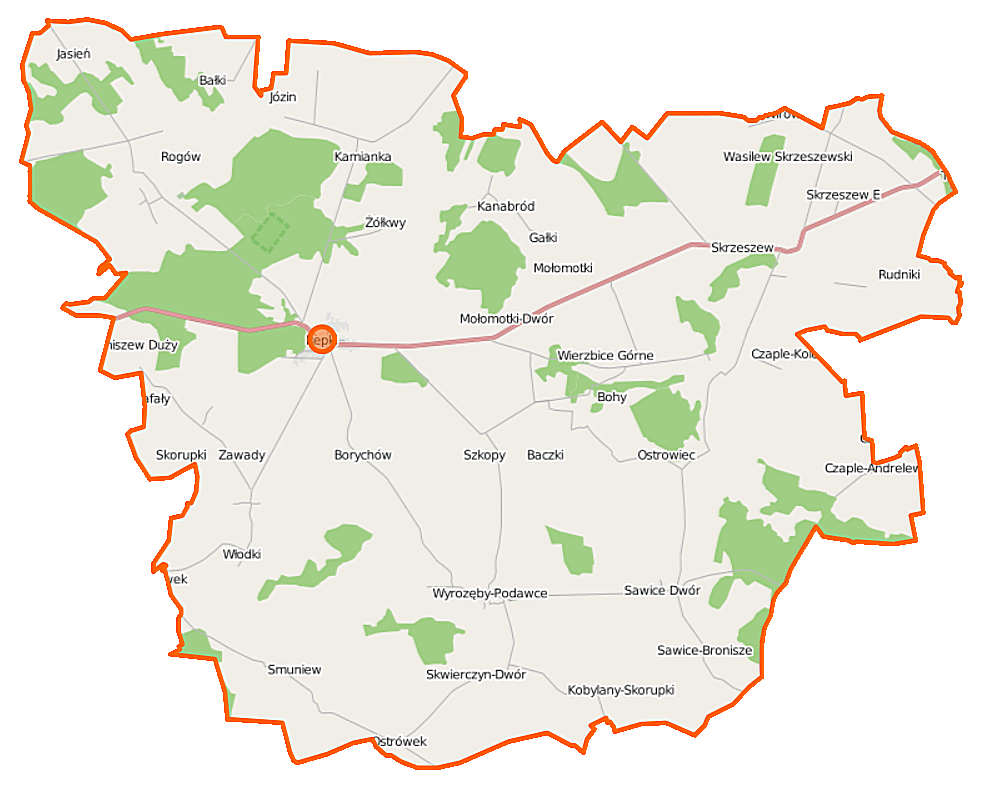
Plan de la gmina

- Baczki
- Bałki
- Bohy
- Borychów
- Czaple-Andrelewicze
- Czaple-Kolonia
- Gałki
- Jasień
- Józin
- Kamianka
- Kanabród
- Karskie
- Kobylany Górne
- Kobylany-Skorupki
- Liszki
- Mołomotki
- Mołomotki-Dwór
- Ostrówek
- Ostrowiec
- Remiszew Duży
- Remiszew Mały
- Repki
- Rogów
- Rudniki
- Sawice-Bronisze
- Sawice-Dwór
- Sawice-Wieś
- Skorupki
- Skrzeszew
- Skrzeszew E
- Skwierczyn-Dwór
- Skwierczyn-Wieś
- Smuniew
- Szkopy
- Wasilew Skrzeszewski
- Wasilew Szlachecki
- Wierzbice Górne
- Włodki
- Wyrozęby-Konaty
- Wyrozęby-Podawce
- Zawady
- Żółkwy

### Gminy voisines
La gmina de Repki est voisine des gminy suivantes :
- Bielany
- Drohiczyn
- Jabłonna Lacka
- Korczew
- Paprotnia
- Sabnie
- Sokołów Podlaski

## Structure du terrain
D'après les données de 2002, la superficie de la commune de Repki est de 168,79 km2, répartis comme telle :
- terres agricoles : 82 %
- forêts : 15 %

La commune représente 14,92 % de la superficie du powiat.

## Démographie
Données du 30 juin 2004 :
| Description        | Total  | Total | Femmes | Femmes | Hommes | Hommes |
| ------------------ | ------ | ----- | ------ | ------ | ------ | ------ |
| Unité              | Nombre | %     | Nombre | %      | Nombre | %      |
| Population         | 5 881  | 100   | 2 931  | 49,8   | 2 950  | 50,2   |
| Densité (hab./km²) | 34,8   | 34,8  | 17,4   | 17,4   | 17,5   | 17,5   |